# Pedro Acosta (pintor)
Pedro Acosta   (l'Havana, valor desconegut - p. segle XIX) o Pedro de Acosta, va ser un pintor, professor de dibuix i metge cubà.
Va néixer a l'Havana, fill del pintor i escenògraf Pedro de Acosta.
Va ser convidat a ingressar com a alumne de l'Acadèmia de San Alejandro, fundada el 1818 per la Societat Patriòtica de L'Havana, sembla que per record de l'afició que el seu pare va mostrar sempre per la pintura. A l'escola va ser un dels alumnes més notables del francès Jean-Baptiste Vermay, dedicat principalment a fer còpies d'obres d'artistes consagrats; per exemple hi ha notícia d'una còpia de Rafael que representa els Reis d'Orient, ubicada a l'església de l'Esperit Sant de la capital cubana, esperonat al costat d'altres condeixebles pel bisbe Juan José Díaz de Espada, que va promoure i sostenir el conreu de la pintura en un moment en què Vermay es trobava delicat de salut.
Hom afirma també que va impartir en aquesta acadèmica classes de dibuix, com ho afirma Ossorio però atribuint-li la data de 1839. Tanmateix, altres autors esmenten que va ocupar-se de les noves classes de dibuix establertes pel bisbe Espada al Seminari de San Carlos de l'Havana. Posteriorment va abandonar la pintura i va estudiar medicina i cirurgia, llicenciant-se el 17 de maig de 1827 a l'antiga Universitat Pontíficia.
Segons Ossorio, també va ser autor de diversos retrats que van anar a parar a col·leccions particulars.